# Fontanarosa
Fontanarosa è un comune italiano di 2 838 abitanti della provincia di Avellino in Campania.

## Geografia fisica

### Territorio
Fontanarosa sorge a 480 m s.l.m. in un'area collinare dell'Irpinia, alle pendici del monte Capo di Gaudio, nella parte centro-settentrionale della provincia.
Il territorio comunale, dell'estensione di 16,75 km², è in parte pianeggiante (lungo la valle del fiume Fredane), in parte alto e piuttosto accidentato con una quota che oscilla dai 600 m s.l.m ai 700 m s.l.m 
La parte piana è decisamente fertile e le coltivazioni che la caratterizzano sono quelle della vite, dell'olivo e del grano. Nelle zone alte e boschive hanno una certa diffusione castagneti, noceti, noccioleti e querceti.

### Sismicità
Il territorio comunale di Fontanarosa è parte del distretto sismico dell'Irpinia. In occasione del terremoto del 1980 vi furono, nella sola Fontanarosa, 4 morti, 352 senzatetto e 795 unità edilizie danneggiate.
- Classificazione sismica: zona 1 (sismicità alta)[5]

## Origini del nome
Per quanto riguarda l'origine del nome, ci sono teorie contrastanti. Alcuni storici (per esempio Di Meo, Della Vecchia) hanno negato
l'origine longobarda di Fontanarosa, osservando che la Rosa o Ronsa distrutta dal terremoto si trovava nell'agro di Conza. Affermazione tuttavia contrastata dal fatto che nei Registri del 1271 (Gr. Arch. fol. 183) si parla di un certo “Roberto Rosa, signore di Fontanarosa”.
Questo cognome è portato anche oggi dall'unica famiglia superstite tra le più illustri e antiche del luogo: De Rosa, con il De alla latina
corrispondente al nostro Di, e quindi famiglia oriunda dall'antica Rosa, chiamata così - Fontanarosa - prima della distruzione del 987.
Per quanto riguarda poi l'origine del nome definitivo di Fontanarosa, vi sono almeno tre opinioni più serie, oltre quella leggendaria di una fontana appartenente ad una tale Rosa, ove molti si sarebbero recati ad attingere («andiamo alla fontana di Rosa»). La prima opinione ritiene che, come si ricava da antichi documenti, il nome sia stato originato dalla salubrità del clima e dalla fertilità dei campi. L'altra sentenza ritiene che il paese abbia preso nome da una sorgente di acqua di sapor rosaceo, donde il nome di Fontanarosae: Fontana (sapor) di rosa (vedi: F.M.Pratilo “Via Appia”). Infine una terza teoria ricondurrebbe il nome del paese alla parola latina "fontanarosarum", ovvero luogo ricco di sorgenti.

## Storia
Le sue origini sono da ricercarsi nella vicina città di Aeclanum, posta sulla via Appia che allacciava Roma-Benevento-Brindisi. Fondata dagli Osci, dapprima Aeclanum fu «città libera» poi, dopo le guerre sannitiche, ebbe il diritto di cittadinanza romana; finalmente, sotto Adriano - come prova il Mommsen - divenne colonia militare di Roma. Dopo un lungo periodo di fasto, Eclano fu presa e distrutta dall'Imperatore greco Costante II nel 662, prima di attaccar guerra con Romualdo, duca longobardo di Benevento. I motivi che indussero l'Imperatore alla distruzione della cittadina sono da ricercarsi nel suo timore di lasciarsi alle spalle una città nemica tanto pericolosa. Molti abitanti furono trucidati, altri riuscirono a trovare scampo con la fuga nelle zone circostanti, dando origine così a diversi paesi, tra cui Grottaminarda e Fontanarosa. Ne è prova il fatto che numerose lapidi eclanesi furono trovate nel territorio di Fontanarosa e trascritte da diversi autori: Pratillo, Lupoli, Guarino, Mommsen, ecc. E, poiché la distruzione di Eclano è avvenuta al tempo dei Longobardi, possiamo ritenere senz'altro che Fontanarosa, come sostengono gli storici Bellabona, Leone Ostiense ed altri, sia stata edificata appunto da quel popolo barbaro, di ceppo germanico, convertitosi al Cristianesimo. Il primo nucleo di abitanti, costituito da eclanesi scampati alla distruzione della loro città nel 662, portò custodito in cuore, nella nuova località ove sorse Fontanarosa, un tesoro preziosissimo: la fede religiosa, seminata già in Eclano dall'Apostolo San Pietro, durante il suo primo viaggio a Roma, fede che era favorita e assecondata dagli stessi Longobardi convertiti. Qualche anno più tardi, gli abitanti della primitiva borgata fontanarosana vennero in possesso di una bellissima statua in terracotta, di stile bizantino, forse una delle tante immagini della Vergine che in questo tempo dall'Oriente furono portate in Italia, per sfuggire alla nuova controversia religiosa riguardante l'iconoclasmo. La lotta contro il culto delle sacre immagini, che durò circa due secoli, (dal secolo VIII al IX) divampò anche nella contrada di Fontanarosa, tanto che i primi cittadini, dopo aver potuto venerare appena per pochi anni l'incantevole Immagine della Vergine in qualche rozza cappella costruita dalle loro mani al posto dell'attuale sagrestia del Santuario, per sottrarre la statua al furore ereticale degli iconoclasti, furono costretti a nasconderla in un sotterraneo adiacente a detta sagrestia, in fondo ad un pozzo ove giacque dimenticata fino a circa il secolo XIV. Intanto, la fede cristiana e specialmente la devozione alla Madonna, avevano contribuito a tener unito sempre più il modesto gruppo di quei primi abitanti che, in maggior parte, assecondando la natura del luogo, si erano dati alla pastorizia e all'agricoltura. Non si conosce di più sull'origine di Fontanarosa a causa, in massima parte, dello sterminio e delle distruzioni perpetrate dovunque dai Longobardi prima e dai Saraceni e dai Normanni dopo. Secondo gli storici Leone Ostiense (Cronaca Cassinese -Lib. II. Cap. II) e Bellabona (Ragguagli della città di Avellino, 1656), Fontanarosa, che nei primi tempi si chiamava Rosa, nel 987 fu colpita da uno spaventoso terremoto, che ne uccise quasi tutti gli abitanti, insieme ai paesi di Ariano e Frigento, come raccontato nel «de Ariano et Fricento partem destruixit» (Ostiense). Ciò prova che in quell'epoca l'umile borgo già esisteva. Un altro buon indizio di questa verità è possibile ricavarlo dai ruderi di qualche monastero e di tante chiese campestri presenti sul territorio aventi il nome di un Santo (San Pietro, Sant'Elia, San Sebastiano, Sant'Antonio, Sant'Eligio, San Nazario, San Salvatore, Sant'Eustachio, Santa Lucia vecchia, San Marco, ecc.) che, come in altre zone, si ritengono edificate dai Longobardi divenuti Cristiani, poi distrutte dai Saraceni invasori e, finalmente, ricostruite e dotate dai Normanni.
Dopo il terremoto del 987 che distrusse la borgata, sulle rovine tornò infatti a fiorire la vita per opera di quei barbari, i quali erano scesi in Italia dalla Normandia verso il 1000, allorché un loro capo, Rainulfo Drengot, ottenne il primo piccolo feudo di Aversa dall'imperatore Corrado il Salico. Poiché maggior fortuna ebbero successivamente i cinque figli di Tancredi di Altavilla, che tra il 1043 e il 1098 si procurarono una serie di domini in tutta l'Italia meridionale, si ritiene senz'altro che Fontanarosa sia stata riedificata proprio in quest'epoca. Ciò avvenne, con molta probabilità, per iniziativa del conte normanno Erveo, comandante la XII contea che comprendeva il territorio di Frigento e dei paesi limitrofi. Dopo essere stata soggetta per qualche tempo alla contea frigentina, Fontanarosa divenne suffeudo di quella di Gesualdo, dalla quale cominciò a dipendere. Nei registri di Carlo l'illustre del 1322 sono riportate due notizie riguardanti il paese di Fontanarosa: in una si fa parola di Roberto Fontanarosa, che nel 1129 si recò in guerra sotto Ruggiero, duca di Puglia, e Tancredi suo figlio, conte di Lecce, con 4 militi, cioè cavalieri, e 6 serventi; nell'altra, dello stesso anno e sotto il medesimo duca, facendosi menzione dei baroni del regno intervenuti in guerra, si fa cenno di Guglielmo Fontanarosa (genero di Landone Ammiranti, o Ammirando, signore di Paduli, San Lupo, Valle di Telese e Montemalo), il quale concorse con 7 soldati e 10 serventi. Dagli stessi registri, ove viene elencato il catalogo dei baroni al tempo dei Normanni, risulta che Fontanarosa, dopo essere stata dominio di Bartolomeo e di Roberto Fontanarosa, divenne un feudo di due militi appartenenti ad Elia Gesualdo (figlio di Guglielmo, primo signore di Gesualdo, a sua volta figlio naturale del duca Ruggiero), il quale lo aveva dato in suffeudo allo stesso Roberto (Carlo Borrelli: Vindex neapolitanae nobilitatisi). Elia ne tenne, per qualche tempo, con altre terre il suffeudo, da cui trasse anche un contingente di fanti e di uomini d'armi per la spedizione in Terra santa, fino a quando Fontanarosa, verso il 1190, passò sotto il dominio di Lionello o Lionetto Gesualdo. Nel 1210 Fontanarosa fu suffeudo di Giovanni di Fontanarosa e, nel 1240, di Roberto, pronipote dell'omonimo già menzionato, ambedue rivestiti, al tempo di Federico II, dell'alta carica di Grandi Connestabili del Regno. Per il quinquennio 1240-45 Fontanarosa doveva concorrere alle riparazioni del castello di Acquaputida (poi Mirabella), allora in demanio regio, cioè senza un feudatario. Nel 1269 per il mantenimento dei militi in provincia il paese fu tassato per 36 tari (= doppio carlino di circa 0,85). Nel 1311 a Roberto di Fontanarosa succedette il figlio Bartolomeo. Questi ebbe l'investitura dal Re Roberto, il quale lo mandò in Terra d'Otranto a reclutare gente per armare galere, promettendogli in compenso cento once di oro, dietro garanzia di Nicola de Marra, signore di Serino. L'ultimo dei Fontanarosa possessore del feudo fu Giovanni, il quale nel 1342, mentre si recava in gita a Montevergine, fu saccheggiato da Nicolò, signore di Sant'Angelo all'Esca. Informata di ciò, la Regina Giovanna I dette ordine al reggente della Vicaria di aprire un'inchiesta contro Nicolò e compagni. Ma tutto andò a vuoto, sia per l'uccisione del re Andrea di Aversa, sia per la venuta del re di Ungheria a vendicarlo. Il Fontanarosa, per non subire l'onta ricevuta, inseguì il Nicolò che si era rifugiato in San Mango, ove esercitava il governatorato per incarico di Margherita di Capua, lo trucidò e, a mano armata, s'impadronì del territorio. Ha fine, così, il dominio non sempre onorato dei Fontanarosa sull'omonimo paese che d'ora in poi cadrà sotto il potere di altre famiglie illustri del Principato Ultra. Fu feudo prima della contea dei Gesualdo, da cui passò ai Principi di Piombino, ai Ludovisio e poi ai Tocco, principi di Montemiletto e infine ai Cantelmo Stuart che furono gli ultimi feudatari.
Nel quadriennio 1743-46 il suo territorio fu soggetto alla giurisdizione del regio consolato di commercio di Ariano. Nell'Ottocento, all'epoca del regno delle Due Sicilie, Fontanarosa fu aggregata amministrativamente al circondario di Mirabella nell'ambito del distretto di Ariano, ancora all'interno della provincia di Principato Ultra. In epoca post-unitaria il comune rimase a far parte del mandamento di Mirabella nell'ambito del circondario di Ariano di Puglia, all'interno della provincia di Avellino.

### Simboli
La forma dello stemma di Fontanarosa più antica che si conosca è quella riprodotta sulla porta laterale della chiesa di Santa Maria nell'anno 1596. Lo stemma è costituito da una fontana zampillante e precisamente da una vasca circolare su una colonnina con in cima tre rose fiorite poste simmetricamente: quella al centro quasi eretta e le altre due pendenti verso il lato esterno.
Lo stemma e il gonfalone del comune sono stati ufficialmente concessi con decreto del presidente della Repubblica del 10 dicembre 2014.
Il gonfalone è un drappo di giallo con la bordatura di rosso.

## Monumenti e luoghi d'interesse
Il paese è famoso per la lavorazione della paglia e della pietra, non a caso vi si trova un Museo dell'arte della Pietra della Paglia e del Presepe.

### Santuario di Maria Santissima della Misericordia

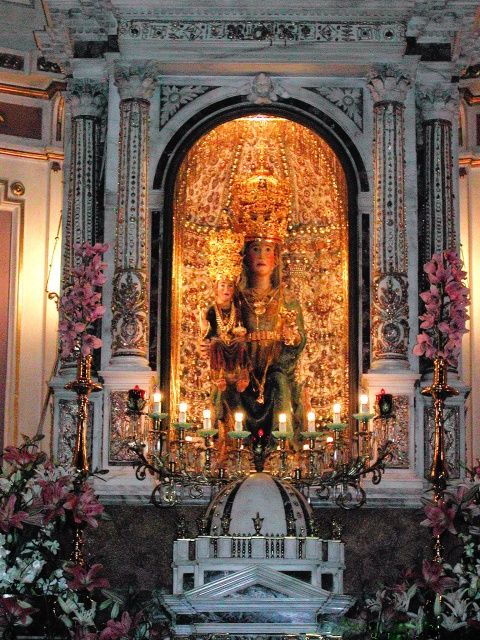
Santuario di Maria Santissima della Misericordia

Il santuario di Santa Maria della Misericordia, anticamente noto come chiesa di Santa Maria del Pozzo, deve la sua fondazione a un'antica leggenda del luogo. Esistono due versioni di tale leggenda. 
Secondo la prima, in un giardino vi era un pozzo ed accanto ad esso un grosso sambuco. Un giorno una ragazza vide su quell'albero una maestosa immagine della Madonna. Corse ad avvertire la gente e l'arciprete che decisero di prelevare l'immagine e di porla nella principale chiesa parrocchiale del paese. Il giorno seguente non vi trovarono più quell'immagine che invece era di nuovo sul sambuco. L'arciprete riportò l'effigie nella chiesa ma il giorno dopo quest'ultima fu nuovamente rinvenuta sul luogo d'origine. Tale fatto si ripeté per tre volte; era fin troppo chiaro che la Madonna desiderava essere venerata in quel luogo e perciò lì bisognava costruire una chiesa. La prima struttura risultava piuttosto semplice e di dimensioni modeste. L'albero e il pozzo furono conservati a lungo, alla vista e alla contemplazione di tutti. Col passare del tempo l'albero seccò e il pozzo, che costituiva un pericolo, venne coperto e, mediante un sistema di condutture, la sua acqua, alla quale si attribuivano poteri miracolosi, fu incanalata in un altro pozzo di raccolta con possibilità di attingerla in piena sicurezza. Al di sopra fu elevata un'edicola con l'immagine della Madonna contornata dalla raffigurazione di alcuni miracoli ad Essa attribuiti. Sia il pozzo che l'edicola sono tuttora visibili e accessibili da parte della comune gente.
Un'altra versione della leggenda afferma che, in un tempo in cui ci fui una spietata lotta contro il moltiplicarsi delle immagini sacre, i fedeli nascosero la prodigiosa statua della Madonna da essi venerata in un pozzo sito in un luogo impensabile, che oggi si addita proprio alle spalle della chiesa, ma non nell'acqua, bensì nella parte superiore, ben mimetizzata. Poi, dopo che se ne era persa la memoria, fu miracolosamente ritrovata e le fu edificata una chiesa proprio lì vicino. 
Per quanto riguarda la struttura della chiesa, dai recenti lavori di restauro, sono apparse tracce della presenza di un'altra chiesa, precedente all'attuale e molto più piccola. Essa risaliva al XI-XII secolo e doveva avere una sola porta d'ingresso su una facciata e all'interno una sola navata, senza pilastri. Nel corso dei secoli è stata ricostruita due volte: una volta nel 1456, a causa di un terremoto; un'altra, nel 1700-1731, per migliorarne le condizioni estetiche e strutturali, in seguito anche ai disastrosi terremoti del 1688, 1694 e 1702. Nel 1700 fu aperta la “porta nuova”, attuale porta d'ingresso alla chiesa. Tali lavori conferirono alla chiesa un nuovo aspetto che ancora oggi conserva: fu notevolmente ampliata mediante l'aggiunta di altre due navate, separate da due colonnati; la facciata fu arricchita e abbellita; fu costruito il coro, disposto nell'attuale abside; fu dotata di opere pittoriche di pregevole valore artistico; la nicchia fu rivestita di pregiati marmi ad opera degli artisti napoletani Gabriele Del Caiso e Generoso Salvatore. La consacrazione della nuova chiesa avvenne il 16 aprile 1731 mediante un'imponente cerimonia presieduta del vescovo Monsignor Giovanni Paolo Torti Rogadei (1726-42). Infine ulteriori lavori di restauro si devono a Don Gennaro Penta, nel 1903-04, con la decorazione dei soffitti della navata di destra (si ricordano gli affreschi: Trionfo dell'Eucaristia e l'Agnello immacolato, ad opera dell'artista napoletano B. Rinaldo) e della navata centrale (l'Assunta del decoratore Chiambrianti). 
Volendo compiere un'analisi strutturale di come si presenti la Chiesa oggi, possiamo dire che l'edificio è diviso in tre navate, quella centrale risulta essere più grande di quelle laterali e un'antica balaustra in marmo chiaro la divide dall'altare maggiore. Quest'ultimo risale al 1726 ed è realizzato in marmo di diversi colori, sapientemente accostati e intarsiati. La chiesa ospita altri sei altari, tre per ogni navata laterale, eretti nel corso del tempo per volontà di alcune famiglie aristocratiche del paese. Quelli più antichi e di maggior valore artistico sono posti nella navata di destra, tutti dedicati alla Madonna. Partendo dall'ingresso, il primo altare che si incontra è detto “Della Madonna di Costantinopoli” e risale agli inizi del 1600. La base, in pietra e in marmo di vari colori, è sormontata da un quadro di notevoli dimensioni raffigurante la Madonna che porge il Bambin Gesù a Sant'Antonio e San Giuseppe. Il popolo devoto, che anticamente si fermava in preghiera inginocchiato al suo cospetto, chiedeva grazie e intercessioni ora all'uno e ora all'altro Santo. Il secondo altare, detto “Trittico della Candelora”, è interamente in legno stuccato e risale al XVII secolo. È costituito da tre nicchie che alloggiano, al centro, la Madonna della Vittoria, a destra Sant'Antonio e a sinistra San Biagio. Il terzo altare è detto “Della Madonna degli Angeli”, sormontato da un grandioso dipinto dell'artista napoletano Arnaldo De Lisio, risalente ad inizio '900. I tre altari sulla sinistra sono certamente meno antichi di quelli appena descritti e meno preziosi per fattura e valore artistico. Il primo altare è dedicato a Santa Filomena; è assai recente e presenta una statua della Santa, seduta e pensosa. Il secondo altare in passato era dedicato alla Madonna del Rosario e ospitava un quadro con la Madonna che libera dal fuoco del Purgatorio. Poi, nel 1700, custodì la statua della Madonna del Rosario, preziosa e bellissima, che ora è collocata nella chiesa propria della confraternita attigua al Santuario. Oggi presenta tre nicchie ed è detto “Della Madonna d'Aprile”, perché in quella centrale signoreggia, agile, snella ed elegante, la statua della Madonna detta appunto “Di Aprile”, che abitualmente viene trasportata in processione in sostituzione di quella assai delicata della Misericordia. La fanno da vedette, a destra e sinistra, San Vincenzo e San Lorenzo. L'ultimo altare è dedicato a Sant'Alfonso Maria de' Liguori; questi era un santo molto amato dal popolo locale che ne conosceva bene ogni particolare della sua vita, cantando con passione i suoi inni sacri. 
L'opera di maggior valore custodita all'interno della Chiesa è sicuramente la statua della Madonna della Misericordia. Risalente al 1100, è interamente fatta di stucco, risultante perciò fragile e delicata. I colori originali sono andati perduti ma l'immagine, così realistica e umana, conserva ancora intatta tutta la sua bellezza e il suo fascino. È collocata in un'artistica nicchia di marmo posta sull'altare maggiore. 
Il Santuario vanta la presenza di innumerevoli affreschi realizzati dal maestro Arnaldo De Lisio e risalenti al restauro del 1903-1904. Tra di essi, i più raffinati e maestosi sono: “L'assunzione della Vergine”, “Lo sposalizio della Vergine”, “La Vergine e Santa Elisabetta con i piccoli Gesù e San Giovanni Battista”, “La purificazione di Maria Santissima”, “La Natività”, “La disputa di Gesù fra i dottori del tempio”, “La fuga dall'Egitto”. 
Ulteriori opere d'arte pregevoli sono l'organo, il pulpito, i due confessionali e i due portali.

### Chiesa Madre di San Nicola Maggiore
La chiesa madre di San Nicola Maggiore sorge di fronte alla piazza principale del paese (Piazza Cristo Re). Sulle sue origini storiche si hanno scarse notizie; sono andate distrutte le memorie manoscritte dell'arciprete don Giovanni Meola, il quale nel 1669 parlava già di San Nicola Piccolo, chiesetta gentilizia dei signori De Rosa; è stato ugualmente distrutto l'antico Libro dei battezzati che si conservava fino al 1889 dal sig. Dr. Antonio Giusto fu Pasquale. Certo è che, nel Medioevo, al tempo dei comuni liberi, accanto alle chiese personali (nobiliari) dei feudatari si affermarono le parrocchie territoriali. In quell'epoca bisogna porre l'origine anche della Parrocchia suddetta. Ciò è confermato dalla notizia ricavata dai registri di Carlo l'Illustre del 1308, in cui si legge che Fontanarosa aveva, tra gli altri privilegi, tre chiese: una arcipretale sotto il titolo di San Nicola di Bari, una badia egualmente evirata nella chiesa di Santa Maria a Corte e una terza chiesa sotto la invocazione di Santa Maria della Misericordia. La parrocchiale di Fontanarosa ha concorso, fin dall'erezione del seminario - avvenuta il 15 luglio 1567 per interessamento del vescovo Ascanio Albertini - al mantenimento dei pio istituto, offrendo particolarmente i benefici di alcune cappelle rurali (Sant'Antonio, Sant'Eligio, San Nazario, San Salvatore, Sant'Elia), tra cui quella di Sant'Eustachio, «in loco prope Fontanarosarum» retta «da D.Salvatore De Sibilia da Fontanarosa». Parimenti, fin da tempi remotissimi, ha dato il suo contributo alla mensa vescovile. Il vescovo Tommaso I Vannini, il 22 marzo 1603, dichiarò di libera collazione l'arcipretura di Fontanarosa, nella causa tra il principe di Venosa, Carlo Gesualdo, e il promotore fiscale della Curia medesima. La sera del 4 gennaio 1689 l'arciprete di Fontanarosa fu messo nel carcere di Benevento per ordine del cardinale arcivescovo Fra Vincenzo M. Orsini. Ma il vescovo di Avellino, Francesco III Scanegata, se ne risentì e seppe far valere i diritti della sua giurisdizione. Molto incremento alla parrocchiale è stato dato dall'arciprete mons. Nicola Petrone (1842-1937). Formato alla scuola del Vangelo, fu ordinato sacerdote il 6 aprile 1866. Dopo un'intensa preparazione apostolica, eletto parroco il 2 luglio 1881, si dedicò completamente e coscientemente alla cura delle anime. Ampliò e restaurò la parrocchiale, arredandola di due cappelloni, di marmi preziosi, di altari e balaustre in pietra e in ferro. Il 2 luglio 1912 celebrò solennemente l'incoronazione del Sacro Cuore di Gesù, a cui la parrocchiale è dedicata, con l'intervento del vescovo e dei parroci limitrofi, quasi preludio della proclamazione della regalità di Cristo, promossa e benedetta da papa Pio XI nel 1926. Alle testate del transetto della vasta chiesa risaltano due grandiosi altari con preziosi quadri rispettivamente dei secoli XVII e XVIII: uno rappresenta L'Ultima Cena del celebre maestro di Fontanarosa; l'altro La Vergine con Bambino e Santi del Tomaioli. Al Sacro Cuore di Gesù, dall'arciprete d. Davide D'Italia - successore di mons. Petrone - è stato innalzato un maestoso tempio, su trasformazione di quello già esistente.

### Campanile

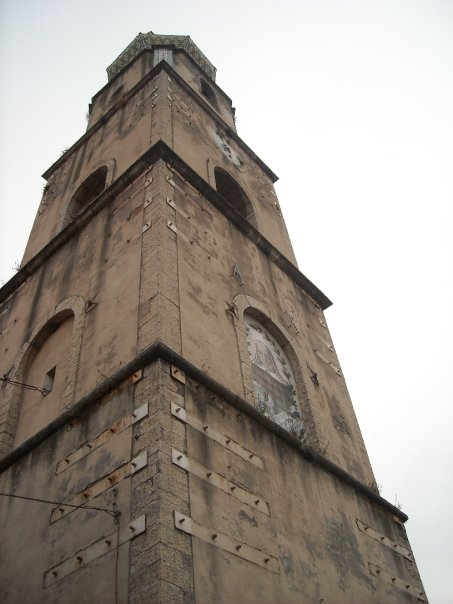
Torre civica di Fontanarosa

Adiacente al Santuario della Madonna della Misericordia si erge un imponente campanile. Risalente al 1400, risulta essere alto 57 metri, con una cupola a bulbo alta 6 metri. Dapprima molto modesto, fu poi ricostruito a guardia del Santuario e benedetto il 16 aprile del 1731, data di consacrazione della Chiesa. Si ricorda questa consacrazione tutti gli anni, l'ultima domenica di aprile e si concedono quaranta giorni di indulgenza per i fedeli che si recano a pregare in questa Chiesa. Nella sua struttura è possibile individuare due regioni: fino al piano delle campane, la struttura ha pianta quadrangolare, con spigoli più o meno accentuati e archi in pietra lavorata; la parte superiore, dal piano dell'orologio alla cupola, si presenta più snella, con gli spigoli smussati, assumendo quasi una pianta ottagonale.

### Presepe
La nascita della tradizione del presepe a Fontanarosa risale circa al 1910, quando la devozione del popolo e l'amore per l'arte del Sac. don Gennaro Penta portarono la cittadina a possedere quello che poco più tardi fu definito “il più bel presepe del mondo”. Nonostante agli inizi del '900 l'arte presepiale era del tutto finita, sopravviveva nel mercato antiquariale di Napoli una fervida collezione di pastori d'arte abilmente modellati dagli artisti settecenteschi, primi fra tutti il Sammartino ed il Celebrano. Fu proprio da questo florido mercato che don Gennaro Penta riuscì a ricavare una collezione di capolavori e piccole opere d'arte, che di lì a poco avrebbero avvolto maestosamente un'intera ala della stupenda Basilica di Maria Santissima della Misericordia. La “costruzione” richiedeva tempo ed iniziava dopo la festività dei “Morti”, il 2 novembre. Da subito si differenziò da quello primigenio napoletano, sostituendo al sughero – molto costoso per l'epoca – il legno d'olmo di cui il paese era fecondo. Si scelse minuziosamente la parte alta dell'albero, che ben si prestava ad imitare le rocce del paesaggio, alternata spesso a legni di ulivo per creare qualche sfumatura al paesaggio. In ultimo si mascheravano le fessure con lembi di carta straccia imbevuta in colla di farina. Quindi, dopo aver sparso un po' di muschio qua e là si disponevano i pastori e le case, gli animali e gli angeli, che il Don Penta aveva acquistato a Napoli. Il presepe crebbe di fama anno per anno. Folle di visitatori accorrevano a Fontanarosa ansiosi di ammirare il “prodigioso presepe”, composto da oltre 700 pezzi tutti originali. Il più entusiasta visitatore dell'epoca fu il principe ereditario Umberto II di Savoia, il quale – informato della grandiosità dell'opera fontanarosana – volle visitarla rimanendone estasiato. L'eco della fama che il presepe si guadagnò arrivò finanche a Roma, tanto che nel 1930 lo stesso si guadagnò il titolo di "Monumento Nazionale". Con la morte del Sac. don Gennaro Penta, avvenuta nel 1932, terminò la “pia usanza” di fare il presepe; i pezzi non furono più esposti, gli artigiani non furono più presenti per la costruzione e dopo qualche tempo fu donato al Museo Irpino di Avellino, dove oggi è possibile ammirarne solo una piccola parte. Si chiuse momentaneamente un capitolo della storia del presepe, ma la tradizione non certo morì e, di lì a pochi anni, rinacque ancora più gloriosa. Il desiderio dei fontanarosani di rivedere il “grande presepe” fu accolto ancora una volta da un sacerdote, don Davide D'Italia, parroco di San Nicola Maggiore e successore di don Penta quale rettore del santuario di Maria Santissima della Misericordia. Don Davide, spinto dal popolo, irato per la perdita del presepe, iniziò la ricerca per la nuova collezione di pezzi del '700 e, negli anni dal 1932 al 1949, esplorò molte volte il mercato d'antiquariato di Napoli, acquistando pezzi di rara bellezza. Furono anni di duro e certosino lavoro. Ma quei sacrifici non furono vani perché finalmente Fontanarosa poté riacquistare “il più bel presepe del mondo”. La chiesa di Santa Maria della Misericordia accolse nuovamente nella sua navata di sinistra l'imponente presepe. Il sacerdote suo fautore, aiutato dal fratello Adolfo, ne curava ogni dettaglio, mentre le maestranze locali si adoperavano tutto l'anno per il miglioramento continuo dell'opera. 
L'esigenza di reperire i fondi necessari per ricostruzione della Parrocchia di San Nicola Maggiore spinse a esporre il presepe a Roma nell'Anno Giubilare del 1950, al fine di reperire i fondi necessari e, nel contempo, portare il capolavoro alla ribalta nazionale. Fu allora costituito un comitato di volenterosi "pro presepe". Con i soldi messi a disposizione dal comitato fu organizzato il trasporto di tutte le componenti del presepe a cura di un gruppo di falegnami fontanarosani. La carovana partì nei primi di dicembre del 1949 e la struttura venne trasportata dapprima con un autotreno e successivamente la parte rimanente con un camion. Il presepe venne allestito per tutto l'Anno Giubilare presso la basilica di Santa Maria degli Angeli e dei Martiri nell'allora Piazza Esedra e fu portato a termine nel giro di una ventina di giorni. Al termine dell'allestimento, l'opera complessiva si presentava con una scena frontale di circa 13 metri e 7 in profondità. 
I più giovani del paese, scossi dal trauma provocato dal catastrofico terremoto del 1980, riuscirono  a riprendere in mano il progetto per l'allestimento del presepe. Fu inoltre effettuata un'accurata ricerca storica, finalizzata al recupero fedele dell'opera sulla base di fotografie storiche. L'8 dicembre 1982 il “più bel presepe del mondo” divenne nuovamente realtà. Montato come sempre nella navata sinistra del Santuario per circa 100 metri quadrati, il presepe fu riproposto nuovamente alla venerazione dei fontanarosani. La cerimonia di inaugurazione si svolse alla presenza di tutti i cittadini e delle autorità, nonché delle Televisioni locali e nazionali. 
Nella notte tra il 13 ed il 14 dicembre ignoti malfattori, non curanti del luogo sacro, si introdussero nel santuario di Santa Maria e trafugarono tutto il presepe sapientemente costruito e solo pochi giorni prima emerso dall'oblio degli anni. La mattina del 14 dicembre, all'apertura della chiesa, emerse un quadro desolato che strideva fortemente con l'aria di enorme gioia che aveva pervaso il luogo fino al giorno prima. Solo i ceppi d'olmo e le case rimanevano lì mute. testimoni dello scempio. 
L'unica consolazione in tanto scoramento fu la circostanza che parte dei pastori erano ancora conservati in cassaforte in quanto non erano stati puliti e restaurati. Ed inoltre, a distanza di alcuni anni, gli organi di Polizia riuscirono a recuperare alcuni pastori trafugati, tra cui il bellissimo "Pastore dell'Annuncio". Queste condizioni, unite alla forza d'animo che da sempre contraddistingue i giovani fontanarosani, saranno le basi per l'ennesima ricostruzione che, di lì a pochi anni, vedrà contraddistinto nuovamente il presepe. 
A circa 20 anni dal "furto sacrilego" (precisamente nel 1998) il presepe tornò, seppure ridotto, al suo antico splendore. Alle porte del Giubileo 2000 un nuovo entusiasmo animò i promotori. Negli anni intercorrenti tra la tragedia consumata e la nuova rinascita il popolo fontanarosano riuscì ad ottenere dal Museo Irpino di Avellino parte del presepe donato dalla Famiglia Penta che non veniva esposto ma custodito nei depositi. Ai pezzi che fecero i loro ritorno si aggiunsero i pastori che erano stati instancabilmente raccolti grazie alle numerose offerte ricevute. Nel corso degli anni a seguire la tradizione si è sempre rinnovata ed anzi si è arricchita di una nuova pagina, costituita da un nuovo presepe che, in forma permanente ed alternativa all'originale, viene custodito dal 2003 nel Museo Civico di Fontanarosa. Nei primi tempi le dimensioni dell'opera sono state spesso ridotte ma, a decorrere dal 2010, ogni nuova esposizione ha trovato una sempre maggiore estensione.

## Cultura

### Feste e tradizioni

#### Il Carro

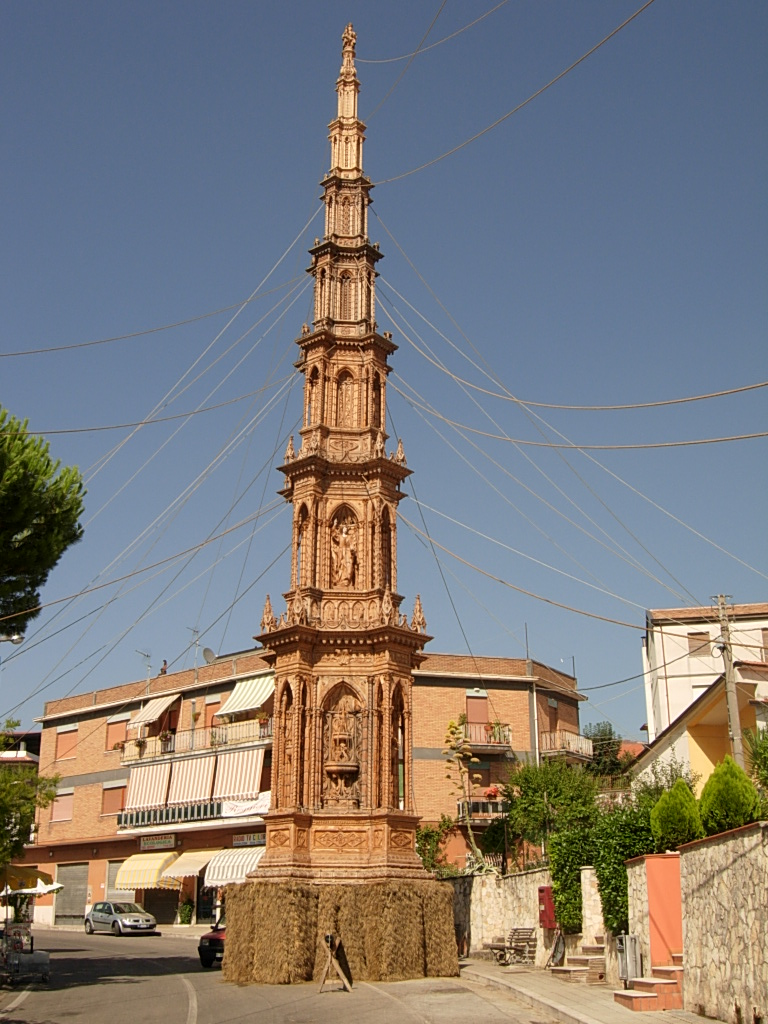
Il Carro dedicato alla Madonna della Misericordia

Il "Carro" è un obelisco di paglia alto 28 metri, che viene trasportato da due coppie di buoi il 14 agosto di ogni anno in onore della Madonna della Misericordia, la cui statua, interamente realizzata in paglia e legno, è situata in cima all'obelisco. La tirata si svolge nel tardo pomeriggio, partendo da Via Primo Maggio e concludendosi, con soste più o meno regolari, in Via del Municipio.
Il Carro o "obelisco di paglia" costituisce la caratteristica del paese, almeno dal lato tradizionale e folkloristico e, in qualche modo, anche artistico; la struttura infatti è realizzata mediante intrecciatura di paglia inumidita, in modo da ottenere trecce e bastoncini, che, cuciti insieme e alternati, danno luogo a colonne, capitelli, guglie, foglie, manti di ogni forma e proporzione, secondo un disegno prestabilito. Il Carro è un maestoso congegno alto circa 28 metri, strutturato in legno massiccio rivestito di paglia lavorata a mano. Il nome "Carro" gli è più appropriato che "Obelisco", perché tutta la struttura mastodontica poggia su un grosso carro agricolo a due ruote di legno rivestito con cerchio di ferro e dotato di un robusto timone sporgente, a cui vengono attaccate due coppie di buoi per il trasporto; alla parte posteriore del carro è collocato un meccanismo per regolarne il movimento, denominato "martinicca", azionata da un manovratore. 
L'origine di questa tradizione risale a circa due secoli fa, quando gli abitanti del luogo, seguendo l'usanza dei popoli primitivi, erano soliti offrire alla divinità le primizie del loro raccolto. Col passaggio del culto pagano a quello cristiano, il rito propiziatorio dell'offerta si mutò in atto di ringraziamento per il buon raccolto e di adorazione alla divinità, da cui ci si aspettava qualche favore o grazia per sé e per i propri cari vivi e defunti. Così, ogni contadino si faceva un dovere e un vanto di portare al Santo o alla Madonna parte del suo raccolto. Col passar del tempo, i contadini di ogni contrada mettevano insieme le primizie della mietitura e, tra canti e suoni campestri, su un carro addobbato di spighe e tirato da buoi, le portavano in dono alla Madonna, la cui effigie dominava in cima a quel primo "carro" rustico. La forma moderna ad obelisco è opera di un artista di origine napoletana. Si conosce, infatti, il nome di un certo Giuseppe Martino, falegname del paese, che abitava in via Bastione. Egli aveva due figli: Generoso e Stanislao che, seguendo l'usanza del tempo, impararono il mestiere nella bottega del padre. Per meglio perfezionare i loro prodotti artigianali, non tralasciavano di consultare libri di arte. Sorse in loro l'idea di farne una riproduzione degli antichi obelischi, non in pietra scolpita come quelli, ma in legno e paglia lavorata, perfezionando e dando forma classica all'antico "carro agricolo". Fu questo il primo del genere nella storia dell'arte minore, seguito poi da quello di Mirabella Eclano. Nel 1865 Stanislao Martino si trasferì a Mirabella Eclano, dove si era sposato con Faustina Campagna e dove continuò la tradizione fontanarosana di costruire anche là il Carro di paglia intrecciata. Intanto, il "Carro" ottagonale di Fontanarosa attirava sempre più le folle degli spettatori e dei turisti, particolarmente nel giorno del trasporto, il 14 agosto. Era un incanto di arte gotica e barocca. Col passar degli anni, l'attrattiva di questa composizione armonica per figurazioni e riproduzioni di statue e disegni vari è andata sempre più scemando, sicché le altre forme artistiche, che si sono susseguite nel tempo, divennero manifestazioni folcloristiche. Infatti, la prima forma ottagonale, la più perfetta, dopo l'incendio che la distrusse nel 1889, dallo stesso ideatore Generoso Martino fu sostituita con una seconda forma o sagoma ben diversa, quadrangolare, più semplificata, che durò, anche dopo la morte dell'autore, avvenuta il 7 novembre 1904, e dopo la caduta del carro nel 1907-1908, fino all'anno 1947, allorché si ritenne necessario rinnovare l'intero tessuto e rivestimento di paglia intrecciata, conservando, in gran parte, il medesimo disegno del carro precedente. Questo rinnovamento durò dal 1951 al 1969 e fu seguito e diretto dall'artista locale Mario Ruzza. Il "nuovo" Carro degli anni 1971-1972, rifatto completamente, anche nella sua struttura interna, su disegno, progettazione e direzione dei lavori dell'artista Mario Ruzza, introdusse sostanziali ammodernamenti e perfezionamenti. L'aspetto estetico e decorativo fu completamente rinnovato e fu adottato lo stile gotico. Tutte le decorazioni furono ideate ex novo e l'altezza dell'obelisco fu notevolmente elevata.
Il carro cadde nuovamente il 14 agosto 2018.
La struttura consiste di sette piani o registri ed è tenuta in equilibrio da 32 funi, alle quali si aggrappano ogni anno centinaia di giovani festanti. La cerimonia è suggestiva. Lentamente, dopo la benedizione del sacerdote e lo sparo di alcuni colpi in aria per segnale, il convoglio, sormontato da una statua della Madonna rivestita di un manto intrecciato, si muove dal posto dove viene costruito, a circa quattrocento metri dal centro, fino alla piazzetta prospiciente il Corso Mazzini. L'avvenimento folcloristico segna la preparazione immediata alla Festa del 15 e, specialmente, alla solenne processione, che nel pomeriggio, si snoda per le vie non soltanto principali, come nel passato, ma anche secondarie, in onore dell'Assunta. Dopo pochi giorni, l'obelisco viene smontato, pezzo per pezzo, e viene riportato nell'apposito casetta fatta costruire nelle adiacenze del luogo dove avviene la costruzione.

## Società

### Evoluzione demografica
Abitanti censiti

### Lingue e dialetti
Accanto alla lingua italiana, a Fontanarosa è in uso una varietà del dialetto irpino.

## Economia
L'intero territorio si caratterizza per la produzione dell'olio DOP extravergine "Irpinia - Colline dell'Ufita".

## Amministrazione

### Altre informazioni amministrative
Il comune fa parte dell'Unione dei comuni Terre di Mezzo.